# Luiz Barretto Filho
Luiz Eduardo Pereira Barretto Filho (* São Paulo, 1962 - ) es un sociólogo y político brasileño.
Realizó sus estudios de Ciencias Sociales en la Pontificia Universidad Católica de São Paulo, obteniendo el Bachillerato. Luego hace estudios de Maestría en Ciencias políticas en la Facultad de Filosofía, Letras y Ciencias Humanas en la Universidad de São Paulo.
En el año 2008 es nombrado Ministro de Turismo de Brasil.